# 34397 Rosaliebarber
34397 Rosaliebarber è un asteroide della fascia principale. Scoperto nel 2000, presenta un'orbita caratterizzata da un semiasse maggiore pari a 2,9352694 au e da un'eccentricità di 0,1128291, inclinata di 2,99469° rispetto all'eclittica.